# محافظة جوفيسومبر
محافظة جوفيسومبر (بالإنجليزية: Govisümber Province)‏ هي محافظة في منغوليا، تتبع منغوليا، بلغ عدد سكانها 15٬891 نسمة، في 2014، عاصمتها شوير، منغوليا ‏، تبلغ مساحتها 5٬542 كيلومتر مربع.

## الموقع
تشترك في الحدود مع:
- محافظة دوندغوفي
- محافظة خنتي
- محافظة دورنوغوفي
- محافظة توف.

## التقسيمات الإدارية
- Bayantal, Govisümber [الإنجليزية]‏
- Shiveegovi [الإنجليزية]‏
- Sümber, Govisümber [الإنجليزية]‏.